# Midtown (groupe)
Pour les articles homonymes, voir Midtown.
Midtown est un groupe américain de pop punk, originaire de New Brunswick, dans le New Jersey. Midtown est formé en novembre 1998 par trois étudiants de l'université Rutgers, mais est rapidement devenu un quatuor. Le groupe compte trois albums studio complets et trois EP avant de se séparer en 2005. Au début de l'année 2014, Midtown se reforme pour jouer trois concerts, le premier en tant que concert secret à la Knitting Factory à Brooklyn, et les deux autres au Skate and Surf Festival.
Ils se reforment pour d'autres concerts en 2022, en première partie de la tournée de reformation de My Chemical Romance.

## Histoire
Midtown se forme en 1998 par Gabe Saporta (chant, basse), Rob Hitt (batterie) et Tyler Rann (guitare/chant), étudiants à l'université Rutgers, auxquels se joint Heath Saraceno à la guitare et au chant, et se sert de ses racines dans la scène punk du New Jersey pour développer un son combinant des éléments de pop punk et de punk rock. Midtown commence à enregistrer peu de temps après sa formation. Le premier EP du groupe, The Sacrifice of Life, est publié par Pinball Records en 1999, suivi d'un premier album, Save the World, Lose the Girl, publié au début de l'année 2000 par le label discographique indépendant américain Drive-Thru Records. Le groupe est ensuite transféré vers la major MCA Records pour son album suivant, Living Well Is the Best Revenge (2002).
L'album suivant de Midtown, Forget What You Know (2004), est produit alors que le groupe n'est sous aucun contrat de label, et est repris plus tard par Columbia Records. Il s'agit du dernier album studio du groupe, qui se sépare peu après sa sortie en 2005. L'ancien leader Gabe Saporta devient ensuite le chanteur du groupe de dance/synthpop alternative Cobra Starship, qui se sépare en novembre 2015. L'ancien guitariste Heath Saraceno rejoint le groupe Senses Fail en 2005, mais décide de les quitter en 2009 pour poursuivre des projets personnels.
Le 17 février 2014, Gabriel Saporta annonce que Midtown se reforme et se produit au Skate and Surf Festival. Le 9 mars 2022, My Chemical Romance annonce que Midtown sera en première partie de la partie américaine de leur tournée de reformation à l'automne 2022. En plus de faire leurs propres spectacles en tête d'affiche pour leur Resurrection Tour de 2022, ainsi que de jouer au 2023 Adjacent beach festival à Atlantic City, dans le New Jersey.

## Discographie

### Albums studio
- 2000 : Save the World, Lose the Girl
- 2002 : Living Well Is the Best Revenge
- 2004 : Forget What You Know

### EP
- 1999 : The Sacrifice of Life
- 2000 : Donots vs. Midtown Split 7"
- 2001 : Millencolin/Midtown Split'
- 2002 : New.Old.Rare.[11]
- 2023 : We’re Too Old to Write New Songs, So Here's Some Old Songs We Didn't Write

### Apparitions sur compilations
- 2002 : Rock Music: A Tribute to Weezer (Susanne de Weezer)[12]
- 2003 : Picking Up the Pieces (version acoustique de Living in Spite)[13]
- 2003 Liberation (Songs to Benefit PETA) (This House Is Not a Home)[14]
- 2003 : Punk Goes Acoustic (version acoustique de Knew It All Along)[15]
- 2005 : Punk Goes 80s (reprise de Your Love de Outfield)[16].